# 大正洞

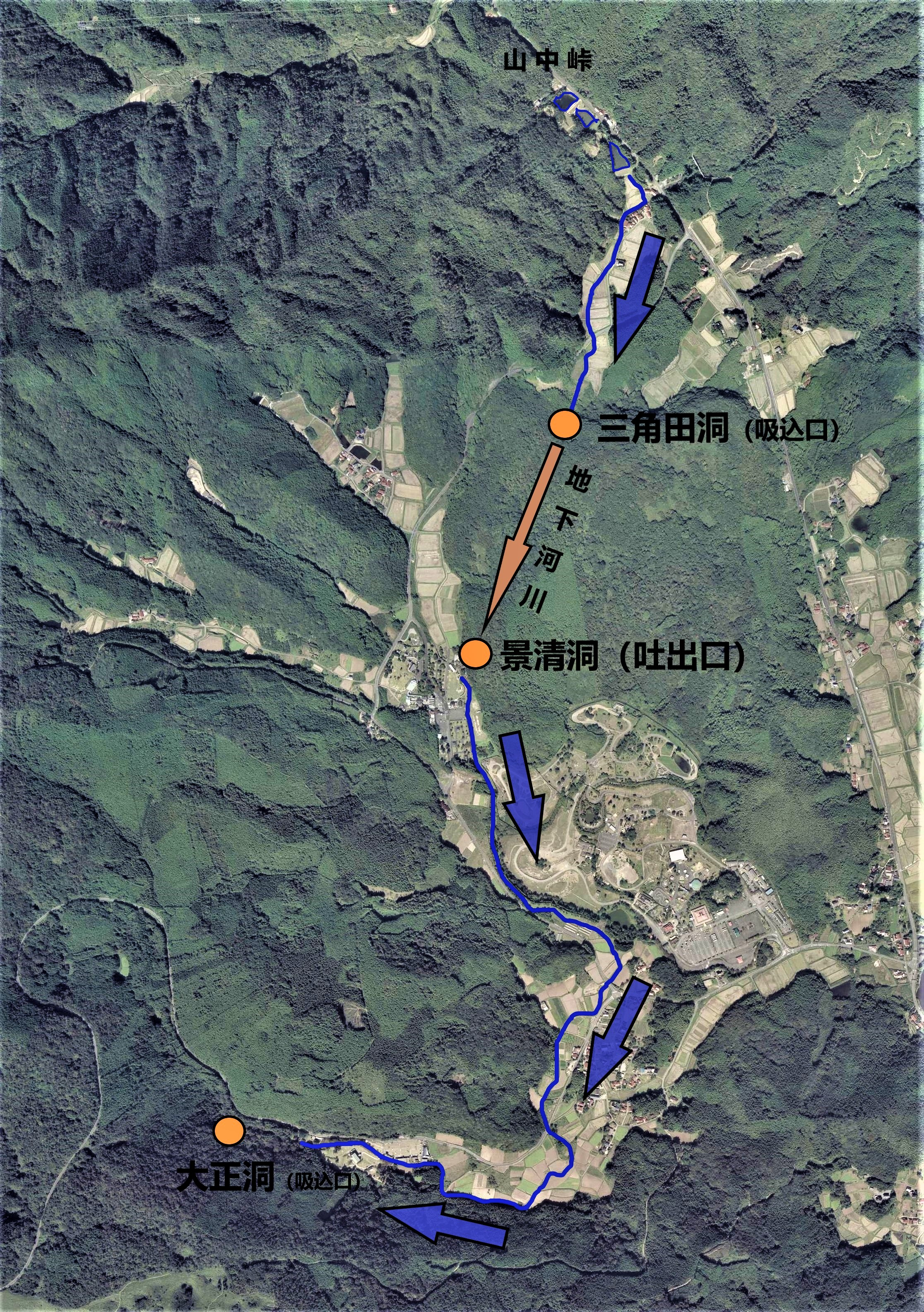
三角田川の流路を示した空中写真。
三角田洞に吸込まれ地下を流れて景清洞から出た水は再び大正洞に吸い込まれていく。2008年10月15日撮影の2枚を合成作成。。

大正洞（たいしょうどう）は、山口県美祢市美東町にある鍾乳洞である。秋吉台国定公園の東北部に位置し、天然記念物に指定されている。

## 概要
大正10年（1921年）に発見されたのでこの名がある。古くは、戦乱の折に里人が飼育している牛を奪われるのを恐れこの洞窟に隠していたことから「牛隠しの洞」と呼ばれていた。
立体的な石灰洞であり、5層の洞窟が竪穴でつながっている。5層の洞窟は高天原2層と、残り3層は極楽・地獄・奈落とそれぞれ名が付けられている。約1kmの観光コースで、「仁王門」や「獅子岩」などといった多くの鍾乳石や石筍を見ることができる。
景清洞から地表を流れてくる三角田川が大正洞で地下に流れる。
2005年に秋吉台地域の他の2つの鍾乳洞、秋芳洞、景清洞と共に秋吉台地下水系という名称でラムサール条約登録湿地となった。

## 観光
洞内は約1kmのコースが整備されている（所要時間約40分）。牛隠し、仁王門、よろめき通路、音羽の滝、子育て観音、雪中の松、獅子岩、蓮池、洞内淵、ロマンスくぐり、くらげ岩、奥の院などがある。